# Siren (album de Roxy Music)
Informații suplimentare: Siren (dezambiguizare)
Siren este al cincilea album al trupei britanice de muzică rock, Roxy Music. A fost lansat în 1975.

## Tracklist
1. "Love Is The Drug" (Ferry, Andy Mackay) (4:11)
2. "End of The Line" (5:14)
3. "Sentimental Fool" (Ferry, Mackay) (6:14)
4. "Whirlwind" (Ferry, Phil Manzanera) (3:38)
5. "She Sells" (Ferry, Eddie Jobson) (3:39)
6. "Could It Happen to Me?" (3:36)
7. "Both Ends Burning" (5:16)
8. "Nightingale" (Ferry, Manzanera) (4:11)
9. "Just Another High" (6:31)

- Toate cântecele au fost scrise de Bryan Ferry cu excepția celor notate.

## Single-uri
- "Love Is The Drug" (1975)
- "Both Ends Burning" (1975)

## Componență
- Bryan Ferry - voce, claviaturi
- Andy Mackay - oboi, saxofon
- Paul Thompson - tobe
- Phil Manzanera - chitară
- Eddie Jobson - vioară, sintetizatoare, claviaturi
- John Gustafson - bas